# Alpha City – Abgerechnet wird nachts
Alpha City – Abgerechnet wird nachts ist ein deutscher Spielfilm aus dem Jahre 1985 von Eckhart Schmidt.

## Handlung
„Alpha City“ ist eine futuristische, morbide Stadt, ein sittenlos-verkommenes Babylon der Hoffnungslosigkeit. Hier im Umfeld von Dekadenz, Egoismus und Kaltherzigkeit lebt die junge Raphaela, die von dem bulligen, ruppigen und durchgeknallten Frank verfolgt wird, weil dieser die schöne Fremde um jeden Preis haben will. Doch Raphaela will Frank, wie Raphaela ein Geschöpf der Nacht und überdies von Beruf Pianist in einer Spielothek, nicht und versucht, den hartnäckig Verliebten abzuschütteln. Sie will lediglich immer neue Menschen kennenlernen und scheint an einer festen Bindung nicht interessiert zu sein, während Frank an Raphaelas Seite der eigenen Einsamkeit entfliehen will und jeden Annäherungsversuch anderer Männer gegenüber Raphaela brutal unterbindet.
Dann lernt sie einen namenlosen Amerikaner kennen, der seinen Lebensunterhalt als Killer verdient und mit seiner Gang Anschläge auf diverse Etablissements von Alpha City verübt. Er glaubt, nur auf diese Weise das Laster in Alpha City ausmerzen zu können. Bei ihm ist alles anders, und Raphaela fühlt sich von dem großen „Lonesome Cowboy“ magisch angezogen. Sie erhofft sich außerdem, durch den Amerikaner, der sich von Franks Hau-drauf-Mentalität nicht einschüchtern lässt, den lästigen Liebesnarren endlich loszuwerden. In einem großen Stadion kommt es zu der unvermeidbaren Konfrontation zwischen den beiden so ungleichen Männern, die für beide in einem Exzess von Waffengewalt endet und tödlich ausgeht.

## Produktionsnotizen
Alpha City – Abgerechnet wird nachts wurde auf Englisch gedreht, entstand im Herbst 1984 ausschließlich nachts in Berlin und wurde am 23. August 1985 uraufgeführt.

## Wissenswertes
Regisseur Schmidt beschrieb seine Intention wie folgt: „Ich wollte einen Film der Nacht drehen. Die Personen bewegen sich nachts in den Tabuzonen der Stadt, die ihre eigenen Gesetze hat. Dort leben sie ihre Gefühle pur, exzessiv und gewalttätig aus. Sie wissen, dass ihr Tag endet, wenn der reale Tag beginnt“.

## Kritiken
„In dieser Welt gibt es keine Sonne. Eckhart Schmidts Film entwirft eine neonkalte Stadtlandschaft, in der die Paranoia regiert. Eine dunkle Liebesgeschichte vor dem Hintergrund von Verbrechen, Terror, Zerstörung und Tod.“

Im Filmdienst heißt es: „Überkonstruierte Sex-and-Crime-Kolportage, als gelacktes Kunstgewerbe präsentiert. Der Versuch, zeitgenössische Großstadtatmosphäre und die Versatzstücke der Konsumkultur zu einem neudeutschen Kino der Gefühle zu verarbeiten, scheitert an inszenatorischem Unvermögen.“